# Mielno
Mielno è un comune rurale polacco del distretto di Koszalin, nel voivodato della Pomerania Occidentale.
Ricopre una superficie di 62,54 km² e nel 2005 contava 4 976 abitanti.